# قصة سندريلا (فلم)
قصة سندريلا (بالإنجليزية: A Cinderella Story) هو فيلم كوميدي رومانسي أمريكي للمراهقين، تم صدوره عام 2004 ومن إخراج مارك روزمان وتأليف لي دونلاب وبطولة كل من هيلاري داف وتشاد مايكل موراي وجنيفر كوليدج وريجينا كينج .
تم إصدار الفيلم في 16 يوليو 2004. وبينما حصل على آراء سلبية من النقاد، فقد حقق الفيلم نجاحًا كبيرًا في شباك التذاكر، حيث حقق 70 مليون دولار مقابل ميزانيته البالغة 19 مليون دولار، وكما ان الفيلم ألهم أربعة افلام مباشرة بنفس مفهوم الفيلم.

## القصة
تدور أحداث الفلم حول القصة الأسطورية المعروفة (سندريلا) ، حيث بطلة الفيلم التي اسمها (سام مونتجمري) والتي تنقلب حياتها عقب وفاة والدها الذي كان ينعم عليها بالحنان والأمان، وإذا بزوجة أبيها تدفعها لتذوق مرارة العيش ؛ لتكون في خدمتها هي وابنتيها اللتين يملؤهما الحقد والغيرة من (سام) ، فتحاول (سام) تحقيق طموحها ورغبتها في الالتحاق بالجامعة، حيث تتعرف على صديقها الذي تنمو بينهما مشاعر الحب عبر الأنترنت، ويقرران مقابلة بعضهما عبر حفلة التخرج، وإذا بها تكتشف أنه الشاب الوسيم الذي تسعى فتيات المدرسة للتعرف عليه، فتحاول الهرب دون أن يعرف حقيقتها . ترى هل سيتمكن من الوصول إلى (سندريلا) ؟

## سلسلة قصة سندريلا
عقب قصة سندريلا ظهر خمسة افلام تقدم كل منها نسخة منفصلة حديثة من قصة سندريلا، والتي هي :
قصة أخرى لسندريلا - صدر في 2008 من بطولة سيلينا غوميز
سندريلا: ذات مرة أغنية - صدر في 2011 من بطولة لوسي هيل
قصة سندريلا: إذا كان الحذاء يناسب - صدر في 2016 من بطولة صوفيا كارسون
قصة سندريلا: أمنية عيد الميلاد صدر في 2019 من بطولة لورا مارانو
تم استخدام الموضوعات والمواقف التي تستعير أيضًا من فيلم قصة سندريلا ، ولكنها لا تحتوي على أي شخصيات من الافلام الاربعة بل لكل فيلم فريق تمثيل مختلف تماماً.

## شباك التذاكر
في عطلة نهاية الأسبوع الافتتاحية، حقق الفيلم 13,623,350 دولارًا في 2,625 مسرح في الولايات المتحدة وكندا، حيث احتل المرتبة الرابعة في شباك التذاكر، بعد فيلم أنا روبوت وفيلم الرجل العنكبوت 2 وفيلم المذيع: أسطورة رون بورغاندي، وفي الأسبوع التالي، انتقل إلى المرتبة الخامسة، مع الفيلمين الجديدين المرأة القطة وسيادة بورن. وفي النهاية حقق قصة سندريلا 51438.175 دولارًا محليًا و 18.629.734 دولارًا دوليًا، وإجماليا 70,067,909 دولارًا في جميع أنحاء العالم.

## روابط خارجية
- مقالات تستعمل روابط فنية بلا صلة مع ويكي بيانات